# Re loca
Re loca è un film del 2018 diretto da Martino Zaidelis. La protagonista è Natalia Oreiro.

## Trama
Pilar, donna prossima ai 40 anni, vive con suo marito Javier e il figliastro Nicolas e lavora come promoter in una azienda di pubblicità. La monotona vita di Pilar si divide tra la sua famiglia, il suo ex fidanzato ed ora migliore amico Pablo, la sua futura moglie Sofia e un capo che decide di rimpiazzarla in azienda assumendo Maia, una ragazza più giovane ed aggiornata di lei. In seguito a vari episodi che buttano giù la protagonista, questa ha un crollo emotivo e, camminando depressa per strada per tornare a casa, incontra Fernando che ascolta i suoi problemi e le consiglia un rito che il giorno dopo la farebbe svegliare completamente diversa. Pilar realizza questo rituale e si risveglia forte e diretta, inizia a dire e a fare tutto ciò che pensa e vuole. Questo comportamento però non la gioverà molto, poiché senza rendersene conto diventa una persona violenta e pericolosa: incendia un'auto, insulta, picchia un taxista, non si prende cura del gatto di sua sorella, facendolo morire... rendendosi conto della gravità della situazione va a carcare l'anziano che le ha consigliato il rito, per chiedergli di annullarlo, ma lui le risponde dicendo di non aver fatto nulla, tutto questo è stato un fatto psicologico successo perché lei lo ha voluto. A partire dal giorno seguente Pilar inizia a controllare i suoi impulsi e va a chiarire i suoi danni: regala un nuovo gatto a sua sorella e torna dal marito e dal figliastro, per chiudere la loro relazione in modo pacifico. Va al matrimonio di Pablo e Sofia (sapendo che ques'ultima la detesta). Pilar, pazza scatenata al volante, canta a tutto volume Me vuelvo cada dia mas loca di Celeste Carballo.